# Mus minutoides
Mus minutoides (Миша карликова) — вид роду мишей (Mus).

## Поширення
Країни поширення: Ангола, Малаві, Мозамбік, ПАР, Есватіні, Замбія, Зімбабве. Був зареєстрований до 2400 м над рівнем моря.

## Екологія
Населяє савани, луки, скелясті місця проживання, річкові асоціації.